# Matson
Matson är en ort i unparished area Gloucester, i distriktet Gloucester, i grevskapet Gloucestershire i England. Hempsted var en civil parish fram till 1935 när blev den en del av Gloucester, Brookthorpe och Upton St Leonards. Civil parish hade 40 invånare år 1931.